# Jules-André Brillant
Pour les articles homonymes, voir Brillant.
Jules-André Brillant (30 juin 1888 - 11 mai 1973) est un homme d'affaires et un homme politique canadien. Il fait fortune en exploitant des réseaux de communication, d'électricité et de chemin de fer.
Il est le frère de Jean Brillant, officier du 22e Bataillon Canadien-français mort au front lors de la Première Guerre mondiale et récipiendaire de la croix de Victoria.

## Biographie
Né le 30 juin 1888 à Routhierville dans la vallée de la Matapédia, Jules-A. Brillant provient d'un milieu modeste. Il a passé son enfance à Saint-Octave-de-Métis et fit ses études au Nouveau-Brunswick.
En 1910, il fut embauché comme secrétaire-gérant à la Compagnie électrique d'Amqui, dont il prendra la direction moins de 2 ans plus tard. 
Jules-A. Brillant fut président de plusieurs compagnies de téléphonie, d'électricité, de transport ferroviaire, de stations de radio et de télévision dont Québec-Téléphone, la Compagnie de téléphone du Golfe Saint-Laurent, la Compagnie de téléphone de Bonaventure et de Gaspé ltée, la Compagnie électrique d'Amqui, la Compagnie de Pouvoir du Bas-Saint-Laurent, la Central Public Service Corporation, la Compagnie de transport du Bas-Saint-Laurent, du Chemin de fer Matane et du Golfe, de la Compagnie du Progrès du Golfe ltée, CJBR-Radio (CJBR – Canada-Jean-Brillant-Rimouski) et CJBR-TV.
Il siégea comme président, vice-président et administrateur de plusieurs institutions financières et entreprises canadiennes dont la Société d'administration et de fiducie (président), la Banque provinciale du Canada (vice-président et président du conseil - président du comité exécutif), Texaco Canada Ltd (administrateur), etc.
Il est conseiller législatif de la division du Golfe au Parlement du Québec du 14 janvier 1942 jusqu'à l'abolition du Conseil législatif, le 31 décembre 1968.
Jules-A. Brillant est mort le 11 mai 1973 à Mont-Joli.